# Heinrich-Heine-Gastdozentur
Die Heinrich-Heine-Gastdozentur wurde 2009 als Kooperation des Literaturbüros Lüneburg und der Leuphana Universität Lüneburg eingerichtet und wird seither jährlich verliehen.
Ziel der Heine-Dozentur ist die Vernetzung von Literatur, Wissenschaft und lokaler Öffentlichkeit. Studenten und Literaturinteressierte aus Lüneburg erhalten einen direkten Zugang zur Literatur und Poetik einer deutschen Autorin oder eines deutschen Autors und können mit diesen ins Gespräch kommen.

## Ablauf
Zur Gastdozentur gehört ein Kompaktseminar an der Universität und eine öffentliche Vorlesung jeweils gehalten von der Autorin oder dem Autor. Zudem wird im Sommersemester ein Begleitseminar angeboten, dass sich mit ihrem/seinem Werk befasst. Begleitseminar und Workshop finden als Projektseminar im Major Kulturwissenschaften statt.

## Dozenten
- 2021 Ulrike Draesner
- 2020 John von Düffel
- 2019 Helene Hegemann
- 2018 Peter Stamm
- 2017 Antje Rávic Strubel
- 2016 Abbas Khider
- 2015 Saša Stanišić
- 2014 Jenny Erpenbeck
- 2013 Ursula Krechel
- 2012 Feridun Zaimoglu
- 2011 Ingo Schulze
- 2010 Juli Zeh
- 2009 Uwe Timm